# مصفوفة الأنسجة المتجمدة

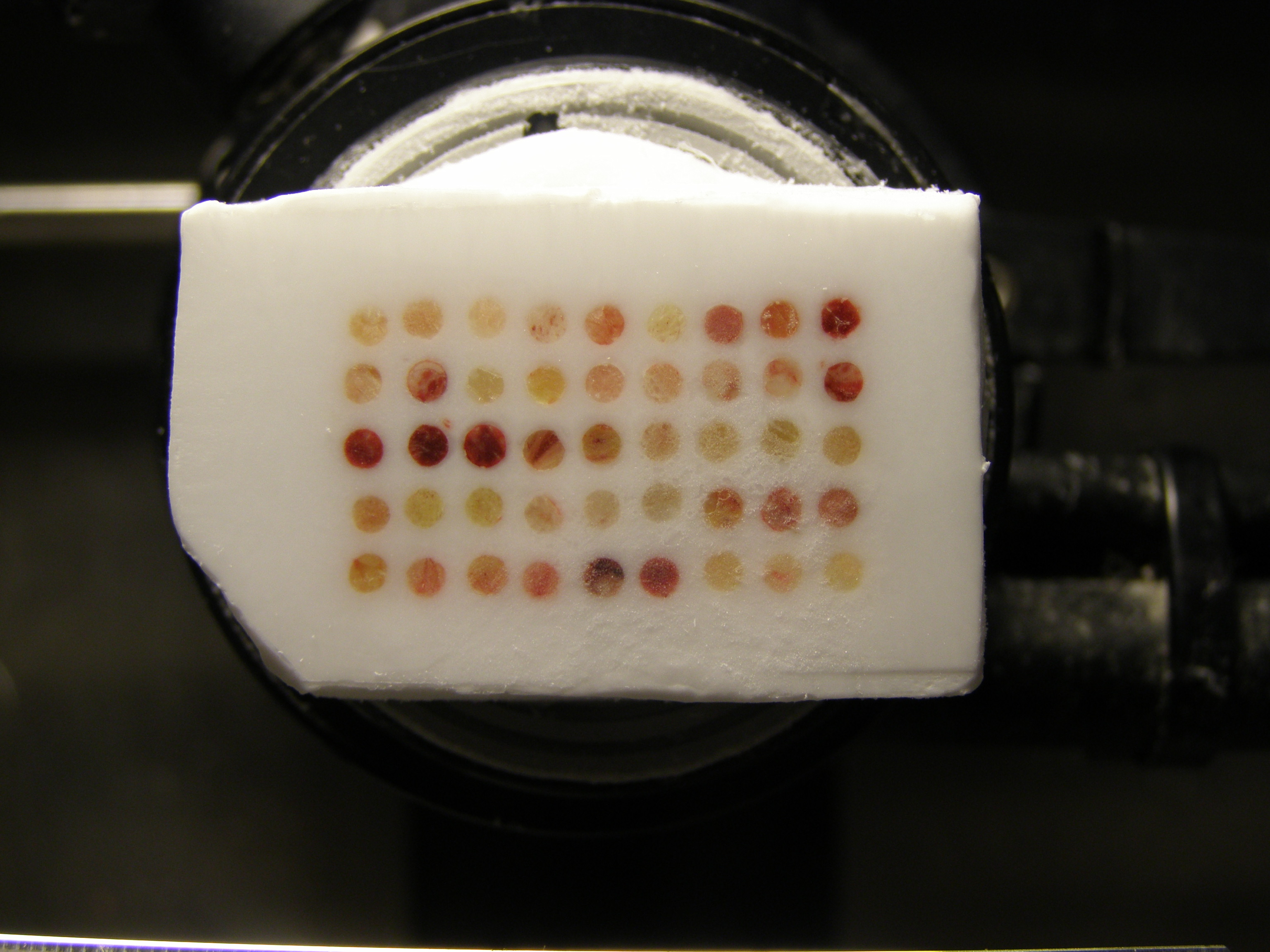
كتلة مصفوفة أنسجة متجمدة (المصدر: BioChain)

تتكون مصفوفة الأنسجة المتجمدة من الأنسجة الحديثة المتجمدة التي تجمع بين 50 نواة نسيجية منفصلة في شكل مصفوفة لتسهل عملية التحليل النسيجي المتواقت.

## نبذة تاريخية
تطورت مصفوفة البرافين في أواخر ثمانينيات القرن العشرين الميلادي، وهذه المصفوفة من شأنها أن تساعد العلماء في تحليل كبير السعة لتعابير الجين والبروتين في العينات النسيجية المتعددة، خصوصًا تحليل المستويات المتعددة للبروتين باستخدام الأضداد في الكيمياء الهستولوجية المناعية. ويتوفر حاليًا أنواع مختلفة من نسيج البارافين الذي تبيعه كثير من الشركات المتخصصة في التقانة الحيوية. ويسهل عمل كثير من المصفوفات باستخدام أداة صف مجهري (شركة بيتشير للأدوات (Beecher Instruments Inc)). إلا أن عمل أنسجة البارافين المنطمرة يواجهه بعض الصعوبات. وتستخدم محاليل الفورمالين المخفف عند تثبيت الأنسجة لربط ومصالبة البروتينات والأحماض النووية. ويتعرض كل من الدنا والرنا والبروتين الموجود داخل الأنسجة للتلف بدرجات متفاوتة أثناء التثبيت. ولذا لا يعول على كثير من نتائج التجارب العلمية المأخوذة من أنسجة مثبتة بالفورمالين. وحيث إن النسيج المتجمد لا يمر بأي من عمليات التثبيت تلك، ومن ثم يحتفظ الدنا والرنا والبروتين بخصائصه الطبيعية أكثر من الأنسجة المنطمرة في البارافين. ولا بد لأي عالم يعمل على تطوير الأضداد لاستخدامها في الأغراض العلاجية لكي تجاز أبحاثه من إدارة الأغذية والأدوية أن يُجري تجاربه التمهيدية على نسيج متجمد. وعلى هذا يعد النسيج المتجمد أفضل أداة يمكن استخدامها في هذا الغرض لإعطاء تحليل عال.

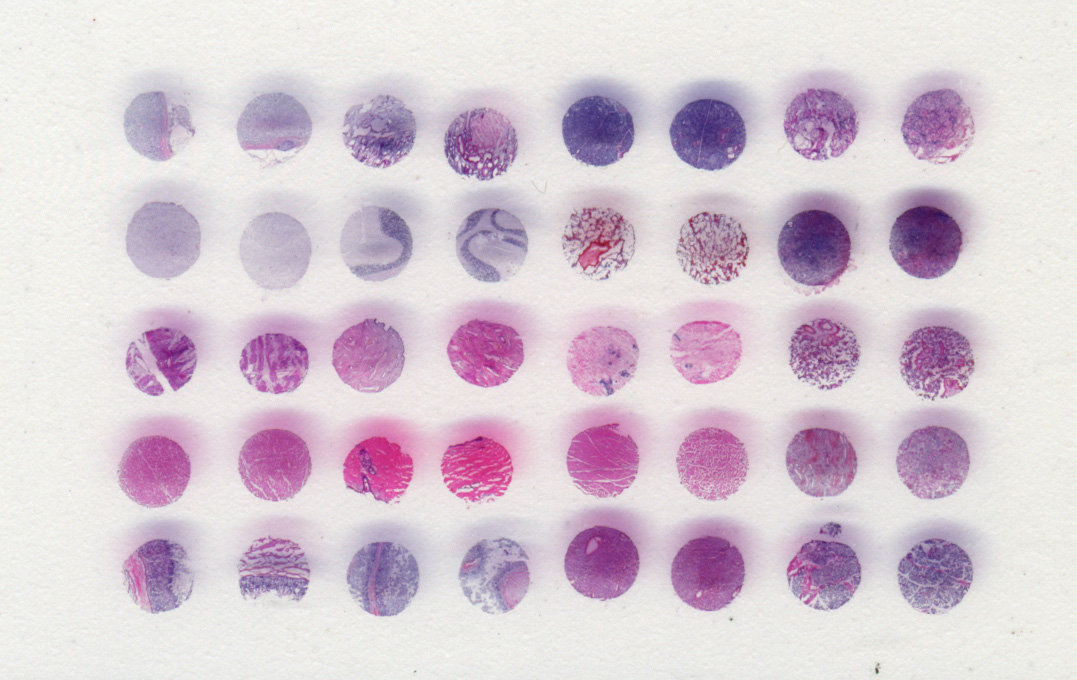
مقطع مصفوفة أنسجة متجمدة (المصدر: BioChain)

## الإجراءات
تُزال أنوية الأنسجة المتجمدة للمناطق الحيوية التي يكون قطرها 2 مم من الكتل الثمانية للأنسجة المتجمدة في درجات تجميد مختلفة لأن كل نوع من الأنسجة له درجة حرارة مفضلة في رف التجميد. ثم تُدمج جميع أنوية النسيج المتجمد في كتلة مجمدة متلقية في شكل مصفوفة دقيقة المسافات. وتؤخذ مقاطع من هذه القطعة باستخدام ناظم البرد الموضوع على شريحة المجهر، ثم تحلل بأي طريقة من الطرق القياسية للتحليل النسيجي. ويمكن تقطيع كل كتلة مصفوفة نسيج متجمد إلى 100-500 جزء، يمكن اختبار كل منها على حدة. والكيمياء الهستولوجية المناعية والتهجين الموضعي هي أمثلة للاختبارات التي تعتمد على مصفوفة النسيج المتجمد.

## وصلات خارجية
- Yale University Core Tissue MicroArray Facility
- Johns Hopkins University Tissue MicroArray Facility
- BioChain Institute Frozen Tissue Array
- Frozen Tissue Array- An Information Site About Frozen Tissue Arrays
- BioIT alliance organisation